# ウォロディミル・シドレンコ
ウォロディミル・シドレンコ（Володимир Сидоренко、1976年9月23日 - ）は、ウクライナのプロボクサー。元WBA世界バンタム級王者。エネルホダル出身。2000年シドニーオリンピックフライ級銅メダリスト。ヴラディミール・シドレンコ（ドイツ語: Wladimir Sidorenko）としても知られる。

## ボクサースタイル
2000年シドニーオリンピックではウクライナ代表としてフライ級で出場し、銅メダルを獲得した。アマチュアボクシングで培われた防御、攻撃の基本技術がしっかりとしており、手堅い試合をするボクサー。

## 来歴

### アマチュア時代
ウクライナでボクシングを始め、2000年シドニーオリンピックにフライ級代表として出場する。オリンピックでは後に世界チャンピオンになるメキシコのダニエル・ポンセ・デ・レオンとアルゼンチンのオマール・ナルバエス等の強豪を破って銅メダルを獲得した。2001年にはアマチュア世界選手権で銀メダルを獲得した。その後、ウクライナなど旧東欧社会主義圏ではプロボクシングの土壌がないため、シドレンコはドイツに移住しウニヴェルズムと契約を結んだ。

### プロ時代
プロデビュー戦は2001年11月3日、ドイツで行われた。その後、多くのノンタイトル戦を勝利で飾っていった。
2004年2月17日、空位のWBA大陸間バンタム級タイトルを獲得した。
2004年5月18日、後のIBFバンタム級王者のジョゼフ・アグベコ（ガーナ）と対戦し、2-0の判定でインターナショナル王座の初防衛を成功したと同時にアグベコはプロ入り初黒星となった。
2004年5月18日、元世界4階級制覇王者レオ・ガメス（ベネズエラ）と対戦し、12回3-0(2者が119-110、118-110) の大差判定勝ちを収めインターナショナル王座の2度目の防衛に成功した。
2005年2月26日に空位のWBA世界バンタム級王座決定戦でフリオ・サラテ（メキシコ）と対戦し、12回3-0の判定勝ちを収め王座獲得に成功した。
2005年6月4日、福島学（日本）と対戦予定だったが、シドレンコが右手親指骨折した為延期となった。
2005年10月15日、延期となっていた福島と対戦する予定だったが、今度は福島の右ふくらはぎ筋断裂により中止になった。
2006年3月11日、リカルド・コルドバ（パナマ）と対戦し、12回1-0の判定で引き分けに終わったが2度目の防衛に成功した。
2006年7月15日、WBA世界バンタム級暫定王者プーンサワット・クラティンデーンジム（タイ）と王座統一戦を行い12回3-0の判定勝ちを収め、王座統一および3度目の防衛に成功した。
2007年3月17日、リカルド・コルドバ（パナマ）と再戦。12回1-0の判定で引き分けに終わるも4度目の防衛に成功した。
2008年1月10日、大阪帝拳の池原信遂（日本）と対戦し12回3-0の判定勝ちを収め、6度目の防衛に成功した。
2008年5月31日、デュッセルドルフで同級1位アンセルモ・モレノ（パナマ）と対戦し12回0-3（113-116、2者が112-116)の判定負けを喫し7度目の防衛に失敗し王座から陥落した。
2009年5月2日、アンセルモ・モレノ（パナマ）と再戦し、12回1-2（115-113、2者が113-115）の僅差判定負けを喫し1年振りの王座返り咲きに失敗した。
2010年8月28日、階級を下げての1年3か月ぶりの復帰戦となったWBCインターナショナルスーパーフライ級シルバー王座決定戦でムブワナ・マトゥムラ（ガーナ）と対戦し、12回3-0の判定勝ちで王座を獲得した。
2010年12月4日、ホンダ・センターで元世界2階級制覇王者ノニト・ドネア（フィリピン）と対戦し、序盤からドネアに圧倒されて1回・3回・4回にそれぞれ1度ずつ合計3度のダウンを奪われた末に4回に出血がひどくなったのを見たレフェリーがカウントを途中でストップ。キャリア初のKO負けとなる4回1分48秒TKO負けを喫し、この試合を最後に現役を引退した。

## 獲得タイトル
- 2000年シドニーオリンピックフライ級銅メダル
- WBA大陸間バンタム級王座（防衛2=返上）
- WBA世界バンタム級王座（防衛6）
- WBCインターナショナルスーパーフライ級シルバー王座